# Pininfarina Battista

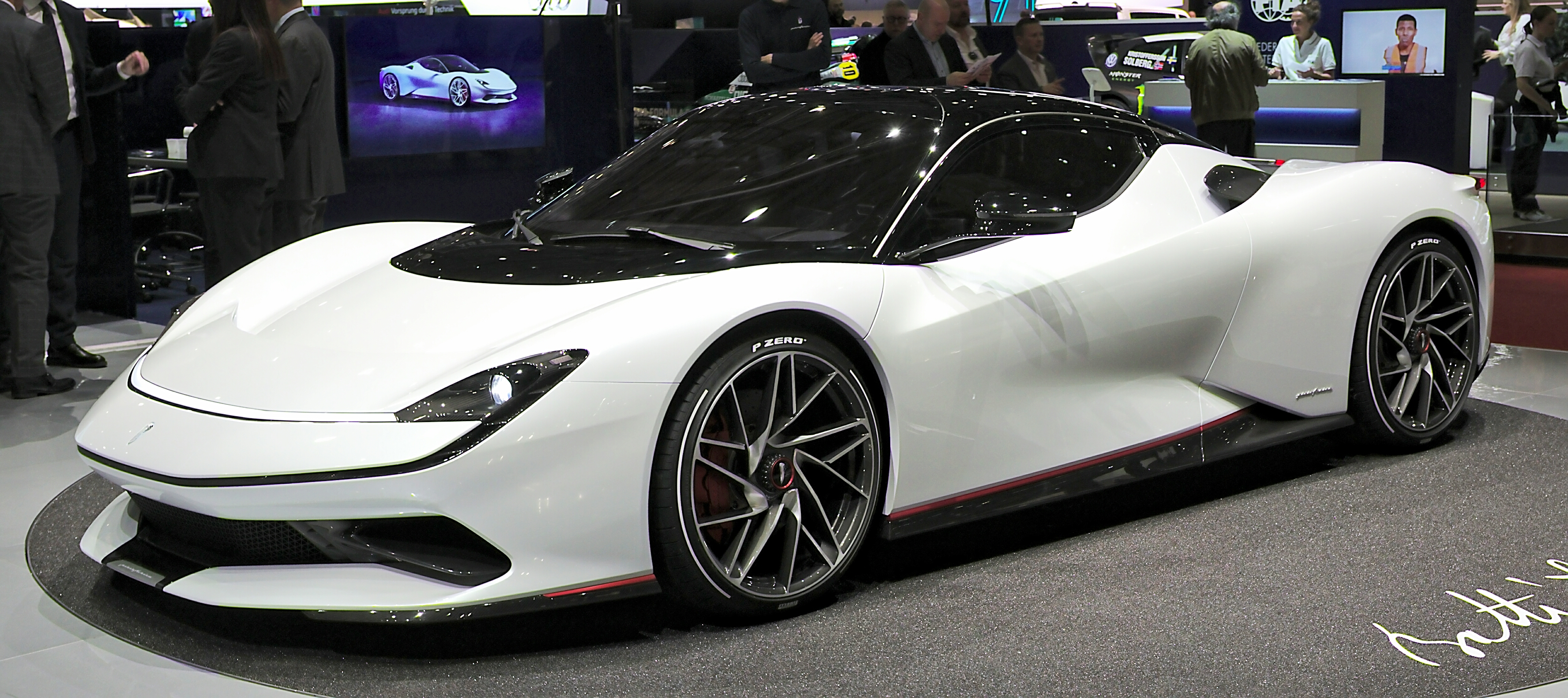
De Pininfarina Battista op de Autosalon van Genève (2019)

De Pininfarina Battista is een elektrische sportwagen vervaardigd door de Italiaanse autofabrikant Automobili Pininfarina. Het model begon zijn leven onder de projectnaam PF0. De naam Battista is een eerbetoon aan Pininfarina's oprichter Battista Farina. De auto werd publiek onthuld op de Autosalon van Genève van 2019. Het is de eerste auto die Pininfarina uitbrengt onder zijn eigen merknaam.

## Specificaties
De Battista wordt aangedreven door een 120 kWh Li-ion batterijpakket geleverd door het Kroatische Rimac Automobili. De auto heeft op elk van de vier wielen een afzonderlijke elektromotoren die een gecombineerd vermogen van 1.400 kW (1.877 pk) en 2.300 Nm koppel kunnen leveren. De Battista deelt 40-50% van de pure technische componenten met de C Two van Rimac.
De auto heeft monocoque chassis van een koolstofvezel met aluminium schokdempers voor- en achteraan en de meeste delen van de carrosserie zijn ook van hetzelfde materiaal gemaakt om het gewicht laag te houden. De auto staat op 21-inch wielen met Pirelli P Zero Corsa-banden.
Het instelbare veersysteem van de auto kan worden afgestemd voor maximaal rijcomfort. De auto heeft vijf rijmodi die allemaal de kracht van de aandrijflijn wijzigen. De auto is voorzien van koolstof-keramische remschijven van 390 mm (15 in) aan de voor- en achterzijde en is uitgerust met zes zuigerremklauwen voor en achter. De actieve achtervleugel werkt als een luchtrem om de remkracht te verhogen.
Het interieur van de auto is aan te passen volgens naar wens van de klant. Een stuurwiel van koolstof wordt geflankeerd door twee grote beeldschermen aan weerszijden, met daarop zichtbaar de vitale gegevens voor de bestuurder. Het interieur is bekleed met leer. Volgens de autofabrikant wordt rijgeluid in de cabine op akoestische wijze gegenereerd.
Het batterijpakket is T-vormig en is zodanig geplaatst dat het in de centrale tunnel en achter de stoelen ligt. Zodra het batterijpakket volledig is opgeladen, kan de auto een bereik hebben van 451 km.

## Prestaties
De Battista kan van 0–100 km/h accelereren in ongeveer 2 seconden, van 0–299 km/h in 12 seconden en heeft een topsnelheid van meer dan 349 km/h.

## Productie
De productie van de Battista zal beperkt worden tot 150 stuks en in 2020 van start gaan. De wagens zullen gelijkelijk worden verdeeld onder toekomstige kopers uit Noord-Amerika, Europa, Azië en het Midden-Oosten. Elke auto wordt met de hand gebouwd in de speciale Pininfarina-fabriek in het Italiaanse Cambiano. Veertig procent van de productie van de auto was al gereserveerd voordat de auto werd geïntroduceerd.